# Mordellistena hoberlandti
Mordellistena hoberlandti es una especie de coleóptero de la familia Mordellidae.

## Distribución geográfica
Habita en Irán y en Irak.